# 陈永财
陈永财 (英語：Tan Eng Chye）是一位新加坡华人数学家。

## 生平
1979年毕业于莱佛士书院，1989年毕业于耶鲁大学。1985年进入新加坡国立大学任职，2003年成为新加坡国立大学理学院院长，2007年升任常务副校长兼教务长，2018年升任校长。